# Kleine-pimpernelroest
De kleine-pimpernelroest (Phragmidium sanguisorbae) is een schimmel behorend tot de familie Phragmidiaceae. De schimmel is een autoecische biotrofe parasiet die spermogonia, aecia, uredinia en telia vormt op de bladeren van Marcetella en pimpernel.

## Kenmerken
Spermogonia en aecia
De honingkleurige, rondachtige spermogonia komen in groepen in de paarse bladvlekken voor.
Aecia
De kleinere, oranje aecia vormen zich meestal in kringen rond de spermogonia. Ze zijn op de bladeren rond en meer langwerpig op de bladstelen en bladnerven. Ze worden omgeven door gebogen, worstvormige parafysen. De gele, 18–25 × 16–22 µm grote aeciosporen zijn bolvormig of ellipsoïde. De wand is dicht bezet met papillen. Ze hebben 6–8 moeilijk zichtbare kiemporen.
Uredinia
De oranjegele, tot 0,25 mm grote uredinia zitten meestal verspreid op de achterkant van bladeren. Ze worden, omgeven door gebogen, 30-50 µm lange en 10-17 µm brede  parafysen. De oranjegele, bolvormige tot ellipsoïde urediniosporen zijn 17–24 × 16–20 µm groot en hebben een 1–1,5 µm dikke, met stekels bezette wand. Ze hebben 6–8 moeilijk zichtbare kiemporen. 
Telia
De telia zitten op de achterkant van de bladeren. Ze zijn 250-1000 µm in diameter. Ze worden omgeven door talloze knotsvormige, gebogen, tot 60 µm lange parafyen. De donkerbruine, cilindrisch-ellipsoïde tot cilindrische teliosporen zijn 40–70 × 20–26 µm groot. Ze zijn meestal 4-cellig maar sommige hebben 2-5 cellen. Bij de tussenwanden zijn ze enigszins versmald. Op de top zit een afgeronde, kleurloze tot 5 µm lange papil. Per cel komen 2-3 poriën voor. De kleurloze steel is 20–25 × 10–14 µm groot en heeft heel dikke wanden.

## Verspreiding
De kleine-pimpernelroest komt voor in Europa. In Nederland is de kleine-pimpernelroest zeldzaam.

## Foto's

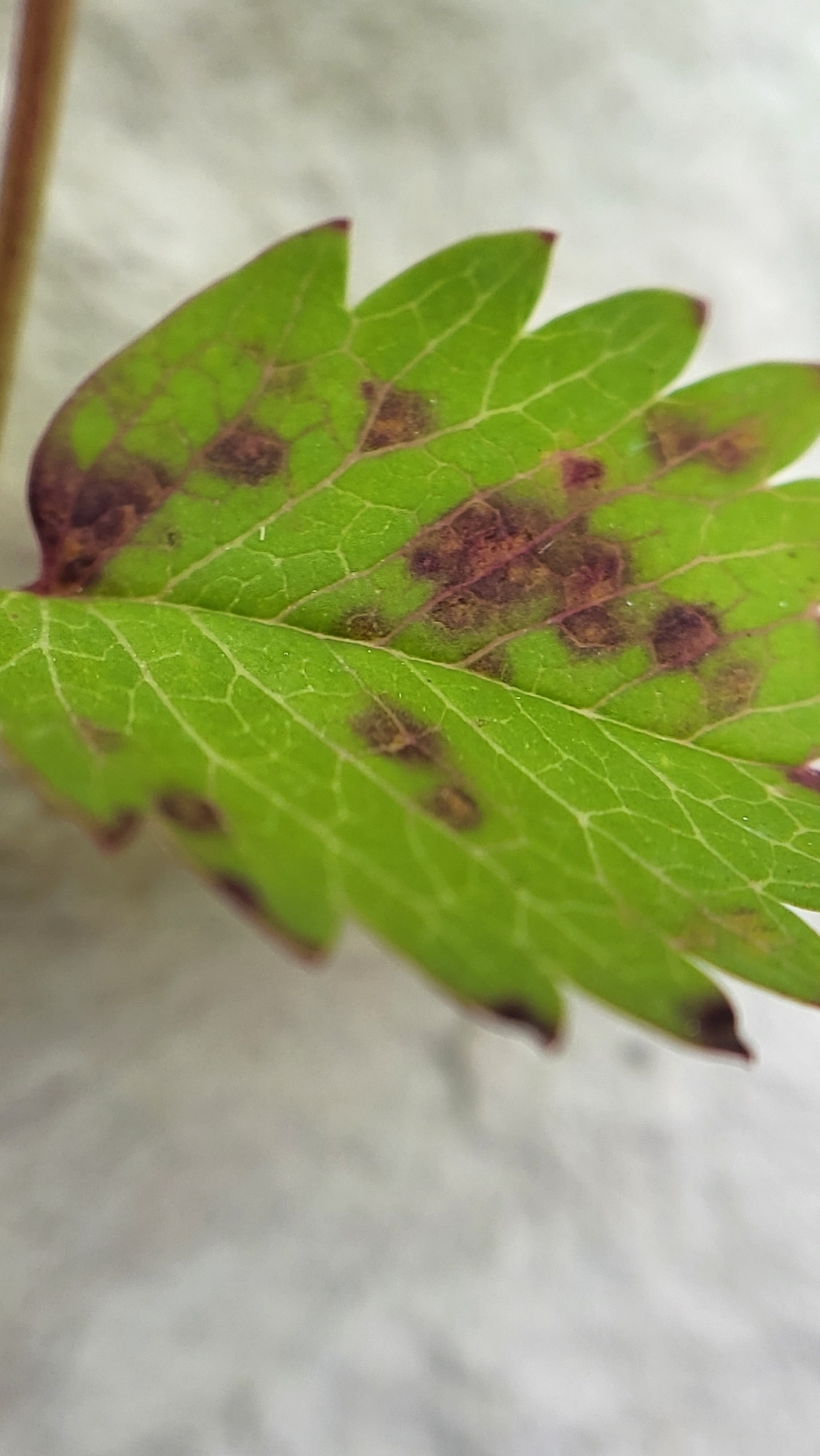
Spermogonia
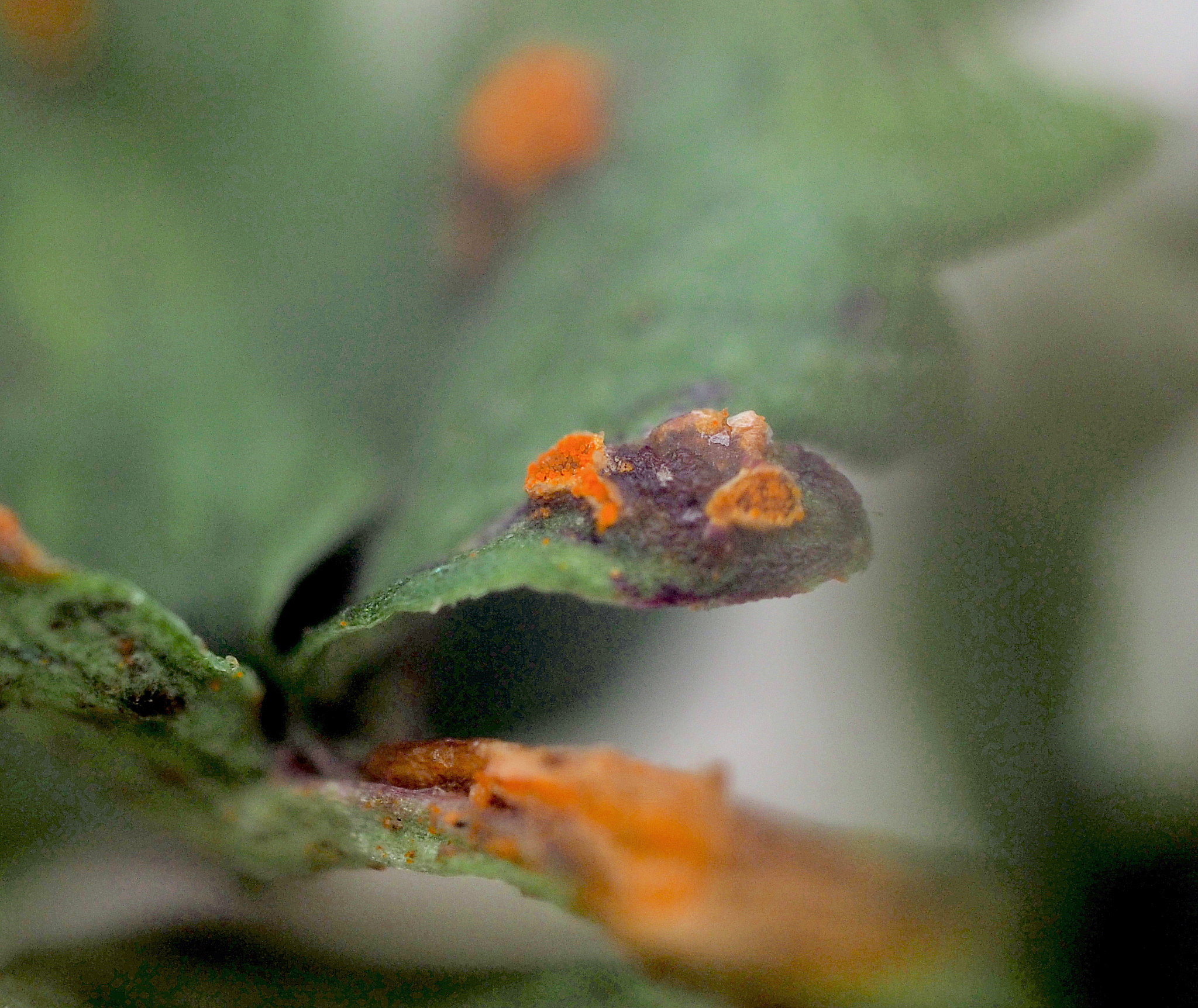
Aecia
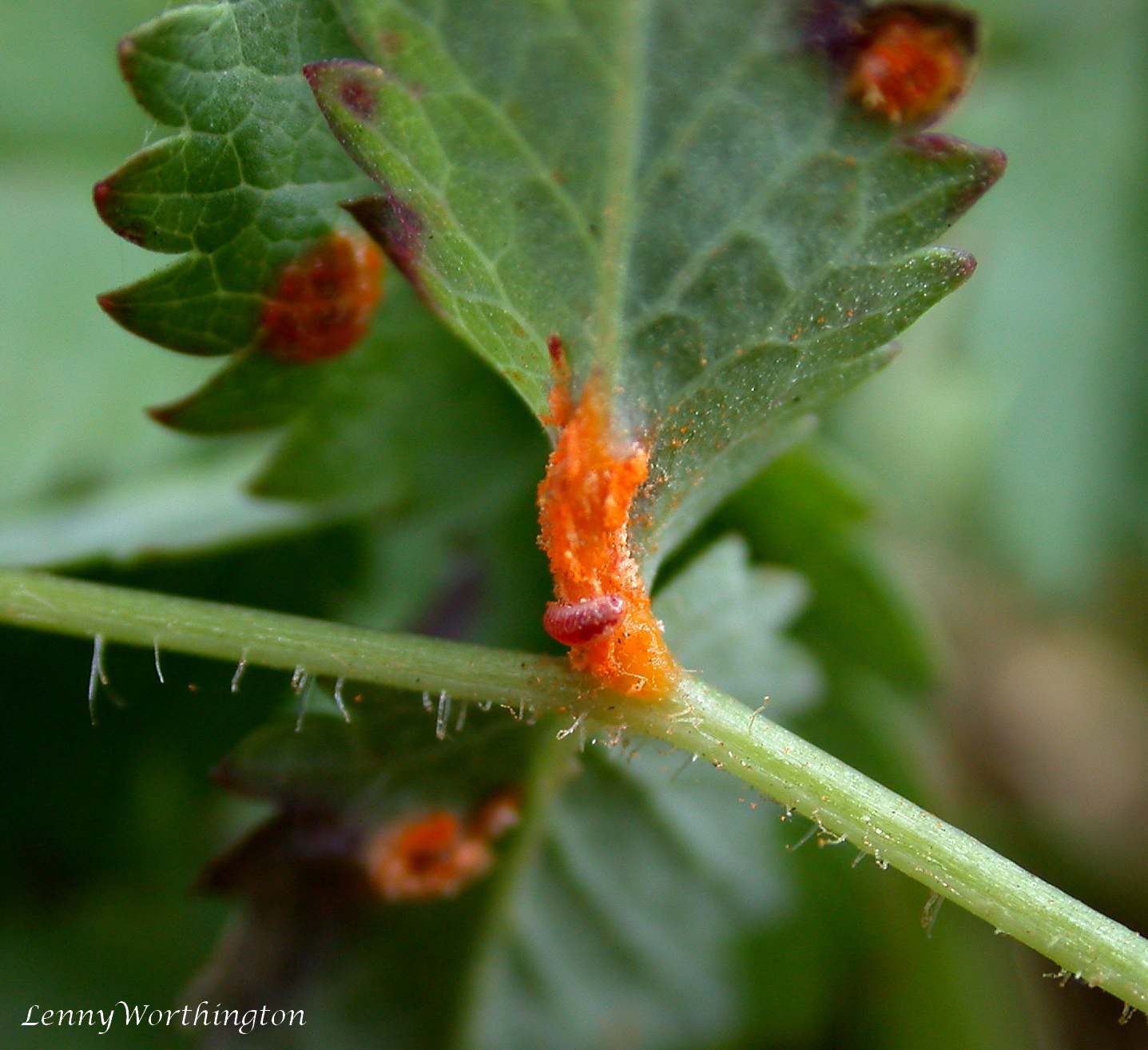
Aecia met hyperparasietlarve van Mycodiplosis
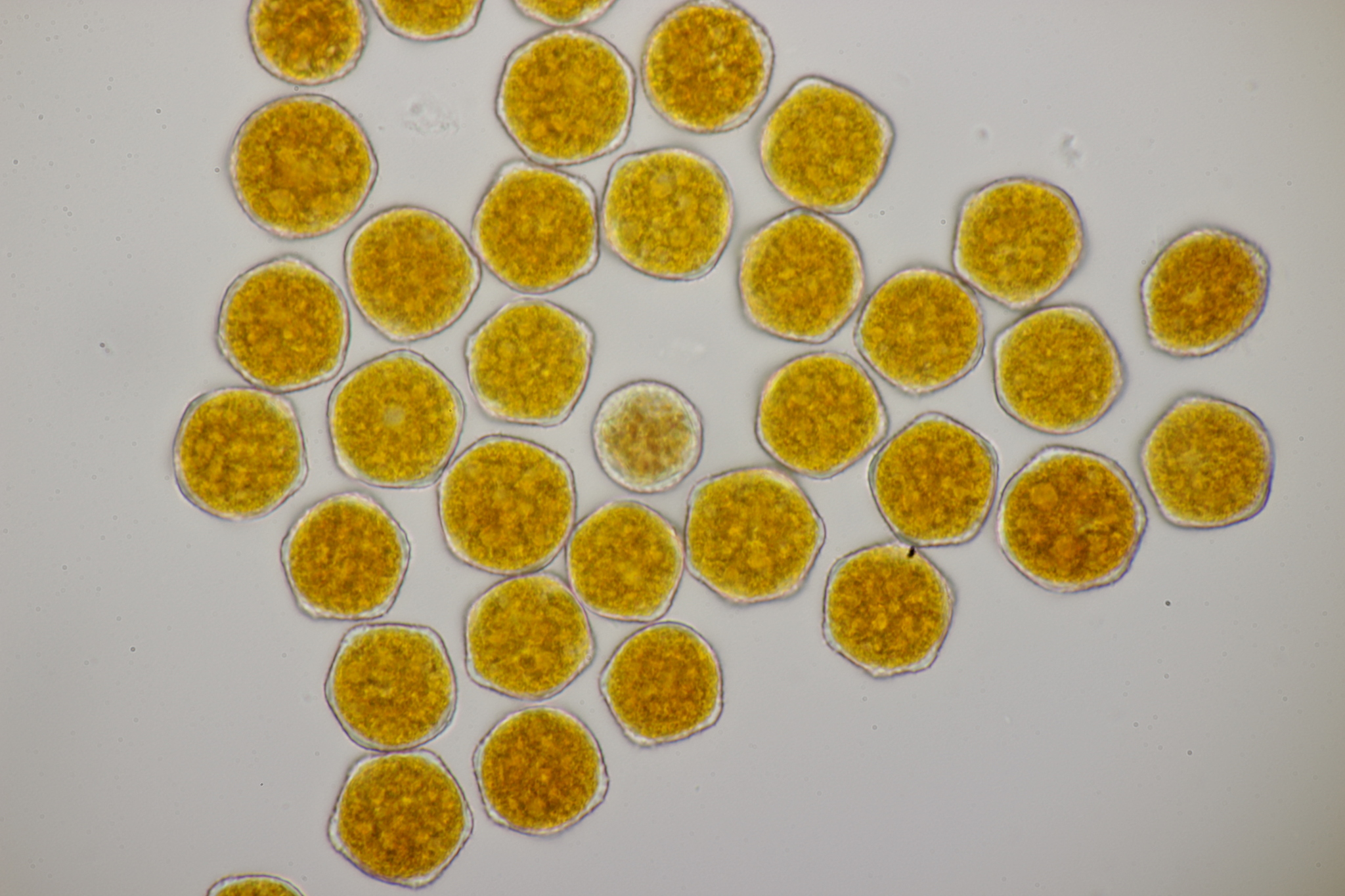
Aeciosporen
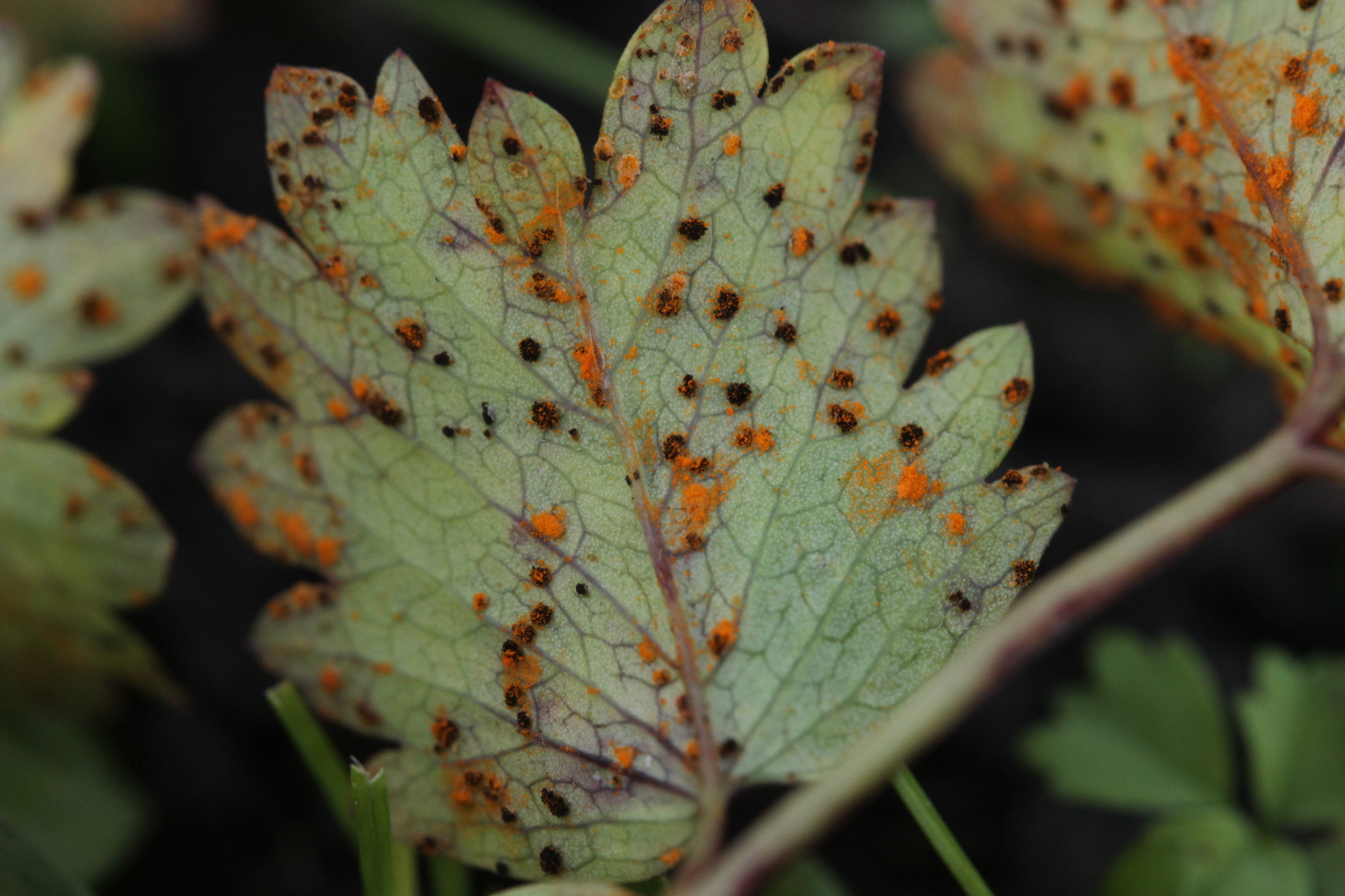
Telia en uredinia
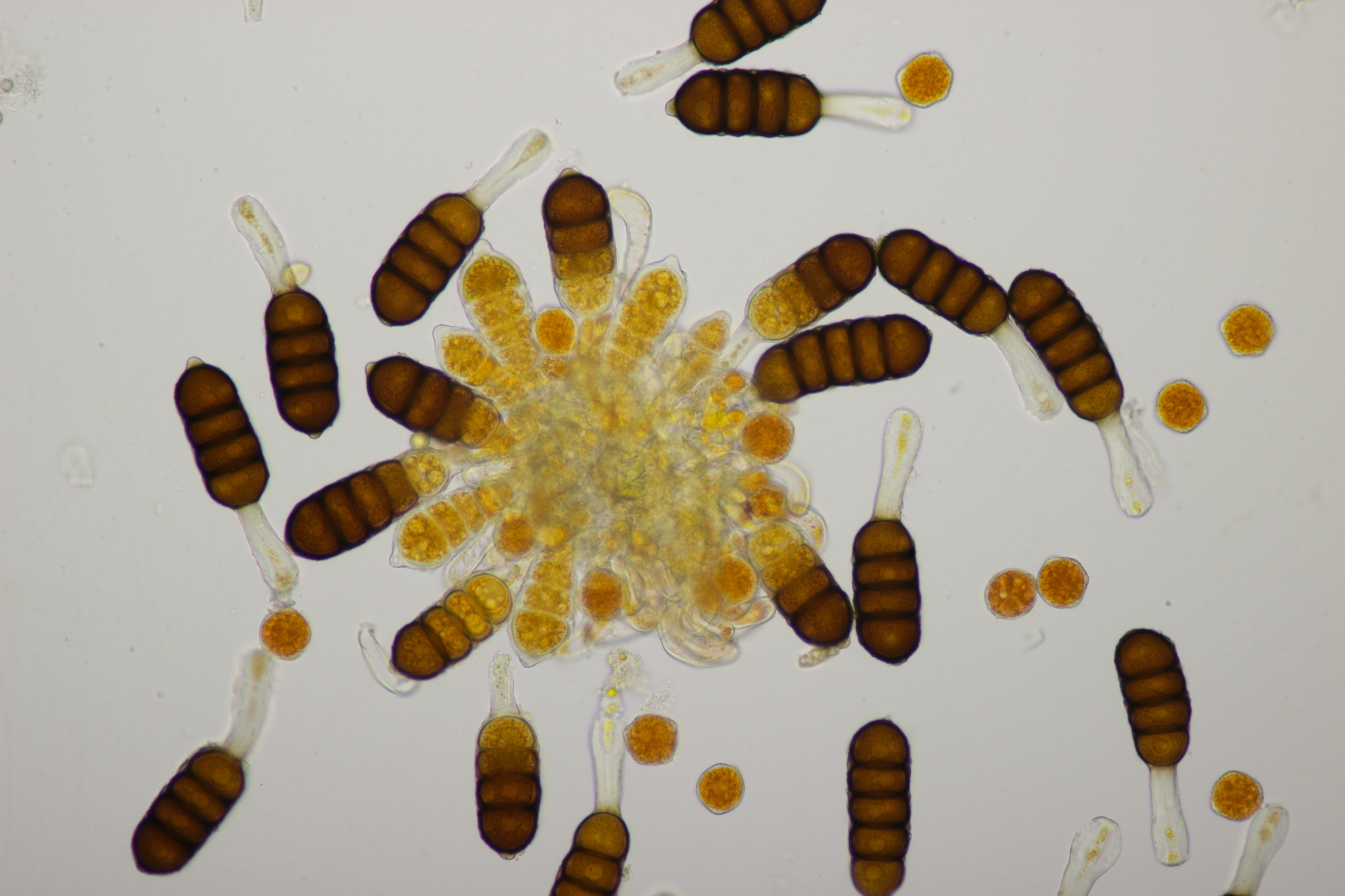
Telium
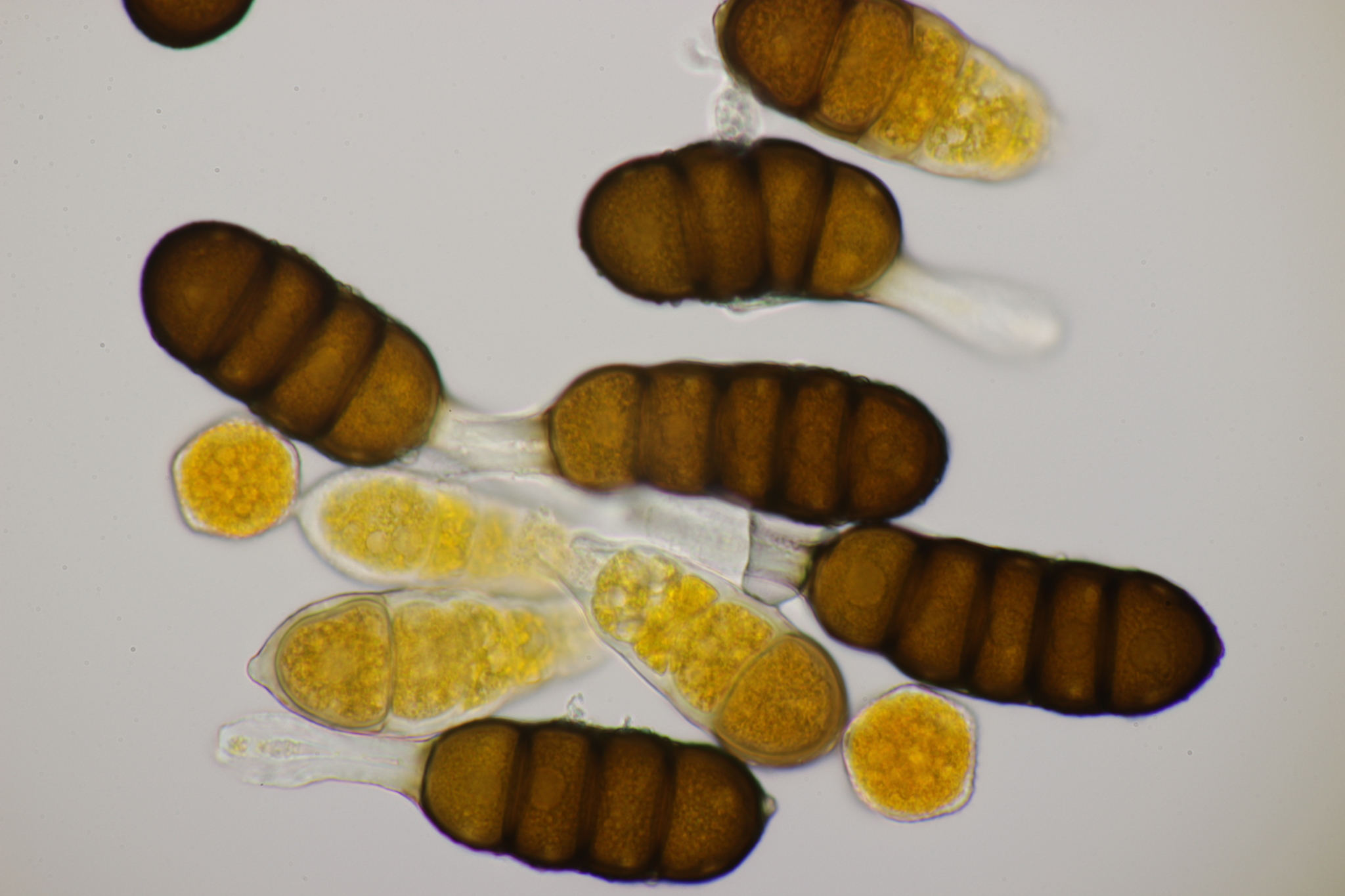
Teliosporen